# Ayako Shōda
Ayako Shōda (jap. 正田絢子 Shōda Ayako; ur. 3 listopada 1981) - japońska zapaśniczka w stylu wolnym. Sześciokrotna uczestniczka mistrzostw świata, zdobyła cztery złote medale - 1999, 2005, 2006, 2008 i jeden brązowy medal - 2010. Cztery złote medale mistrzostw Azji - 2000, 2001, 2003 i 2006 roku. Pierwsza w Pucharze Świata w 2005 i 2010; ósma w 2003. Mistrzyni uniwersyteckich MŚ z 2004 i uniwersjady w 2005 roku.

## Bobliogrfia
- Osiągnięcia na. foeldeak.com. [dostęp 2015-10-01]. (ang.).